# Barra antipánico
La barra antipánico es un mecanismo que garantiza la fácil apertura de una puerta accionando la barra horizontal en cualquier punto de su longitud efectiva, en dirección de salida.
Dicha presión puede ser aplicada horizontalmente o en arco hacia abajo. Este herraje debe de estar instalado en la cara interior de la puerta y mantiene la posición de puerta cerrada mediante uno o más picaportes que enganchan en uno o más cerraderos situados bien en el suelo o bien en el marco.

## Imágenes

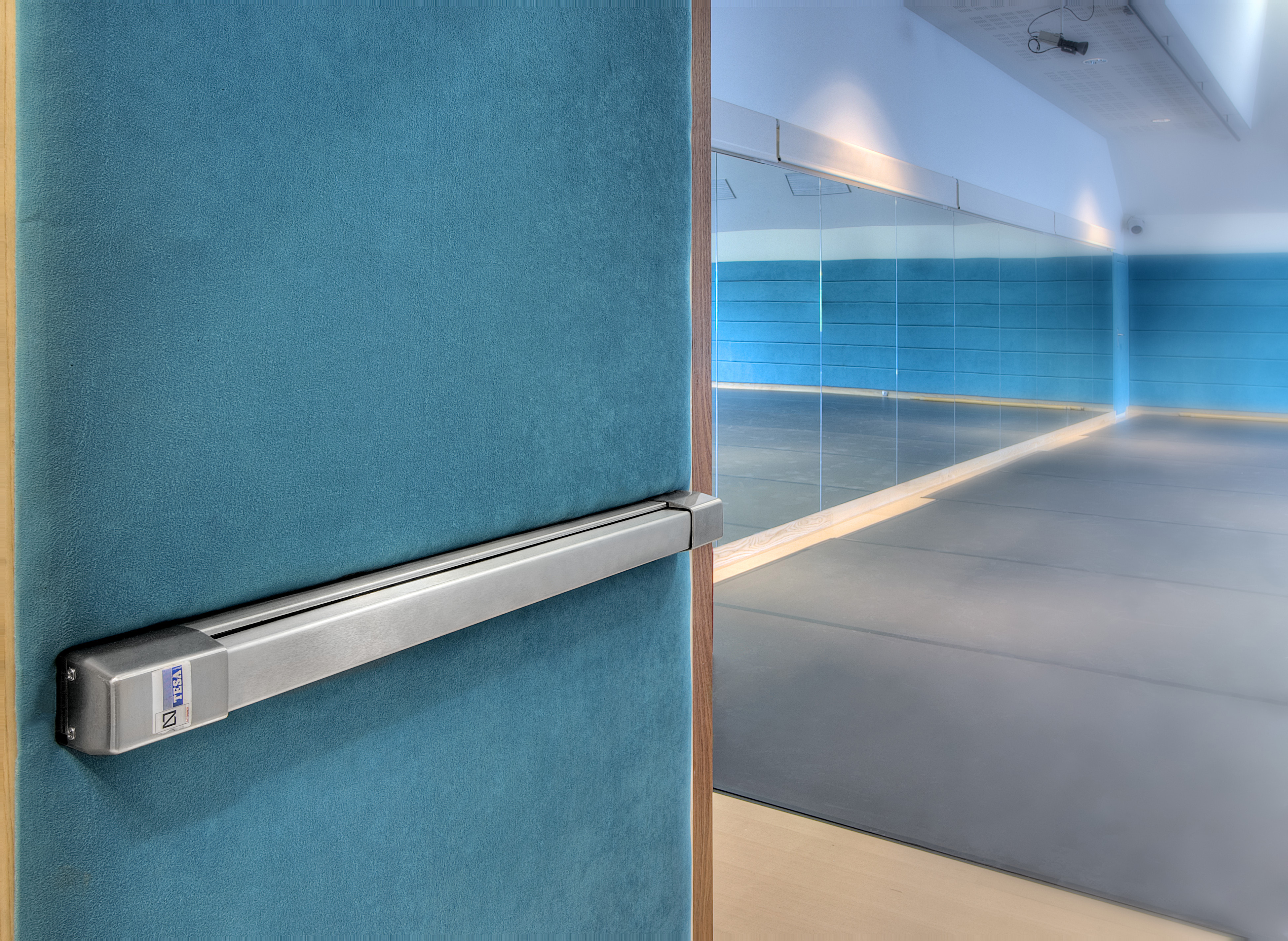
Barra antipánico instalada en un puerta.
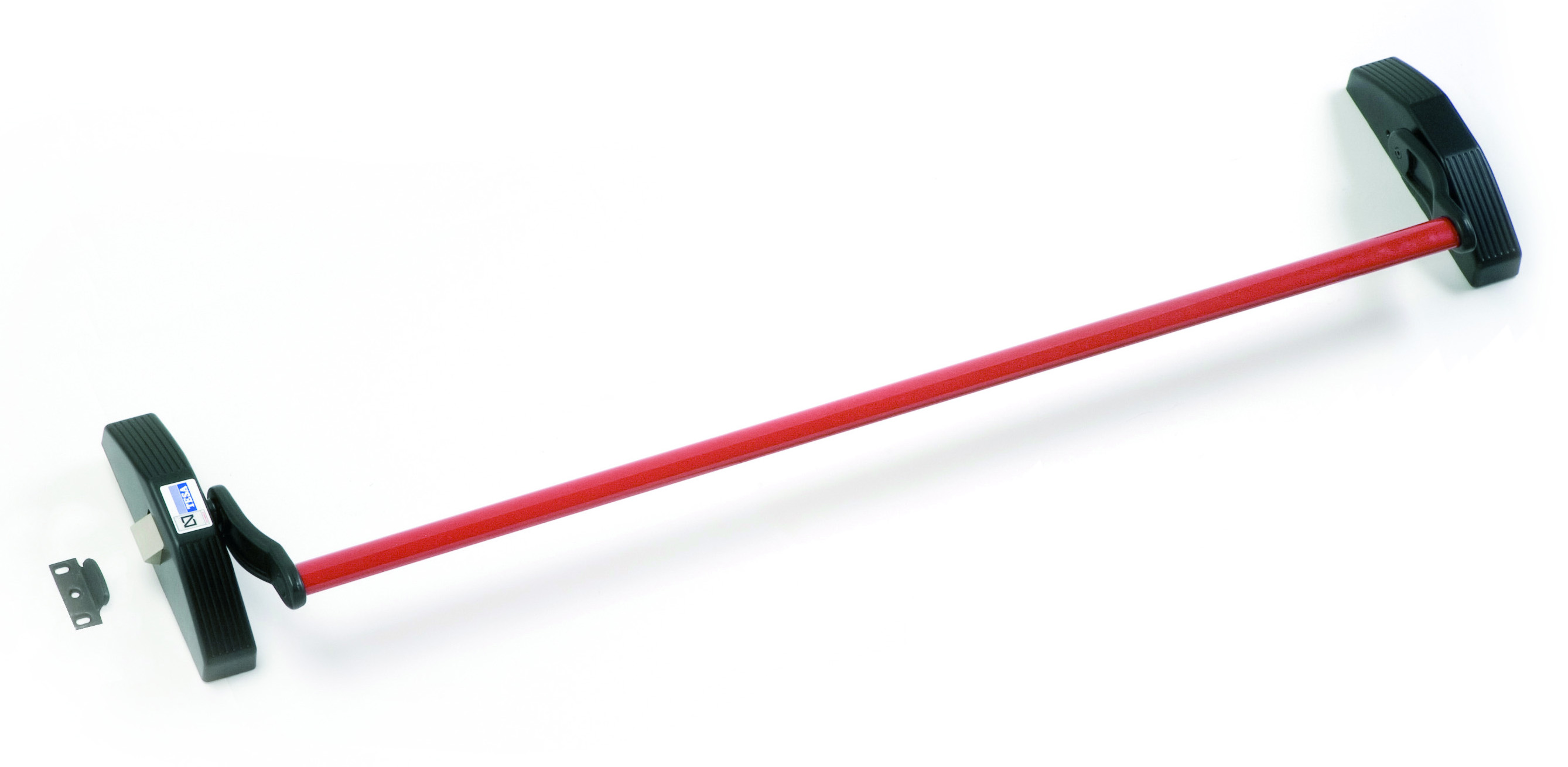
Barra antipánico universal 1910
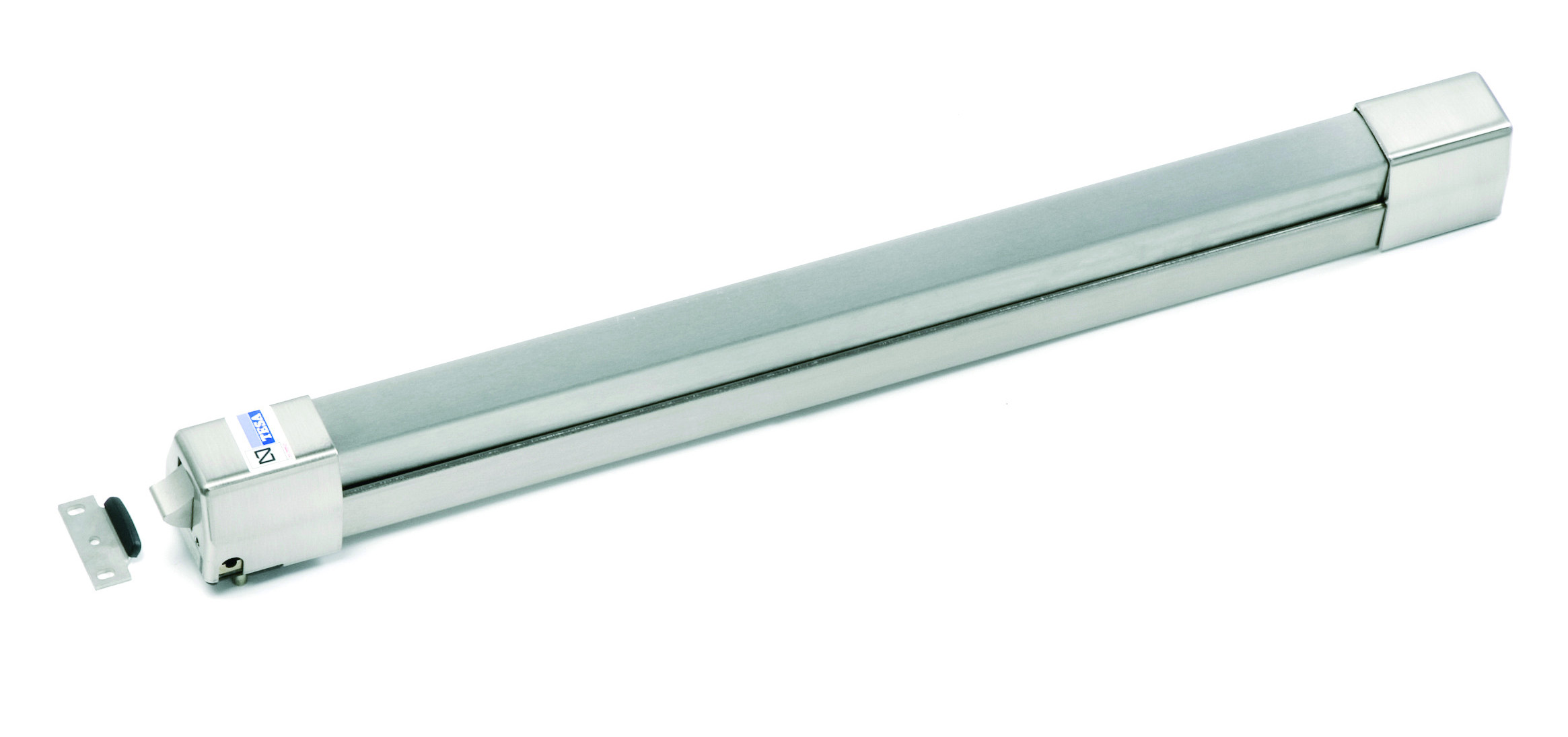
Barra antipánico tempro TM1S